# Požega (okręg zlatiborski)
Požega (cyr. Пожега) – miasto w Serbii w okręgu zlatiborskim, siedziba gminy Požega. W 2011 roku liczyło 13 153 mieszkańców.